# Giovanna d'Arco (film 1935)
Giovanna d'Arco (Das Mädchen Johanna) è un film del 1935, diretto da Gustav Ucicky.

## Produzione
Il film fu prodotto da Bruno Duday per la Universum Film (UFA).

## Distribuzione
Distribuito dall'Universum Film (UFA), il film uscì nelle sale tedesche il 26 aprile 1935 con il titolo originale Das Mädchen Johanna che venne usato sul mercato di lingua tedesca (Germania e Austria). Vennero usati anche i titoli alternativi Die heilige Johanna e Die Sendung.